# Солошњица
Солошњица (слч. Sološnica) насељено је мјесто са административним статусом сеоске општине (слч. obec) у округу Малацки, у Братиславском крају, Словачка Република.

## Становништво
| Година:    | 1994. | 2004.   | 2014.   | 2024.   |
| ---------- | ----- | ------- | ------- | ------- |
| Број људи: | 1460  | 1504    | 1552    | 1662    |
| Разлика:   |       | +3,01 % | +3,19 % | +7,08 % |

| Година:    | 2023. | 2024.   |
| ---------- | ----- | ------- |
| Број људи: | 1653  | 1662    |
| Разлика:   |       | +0,54 % |

Према подацима о броју становника из 2024. године насеље је имало 1662 становника.